# Diospyros borbonica
Diospyros borbonica är en tvåhjärtbladig växtart som beskrevs av I. Richardson. Diospyros borbonica ingår i släktet Diospyros och familjen Ebenaceae. Inga underarter finns listade i Catalogue of Life.